# Janser Barreto
Janser Menna Barreto (Rio de Janeiro, 20 de março de 1962) é um ator brasileiro de teatro e TV.

## Biografia
Janser Menna Barreto começou sua carreira artística ainda criança, adotando o nome artístico de "Janser Barreto". Sua estréia se deu em 1976 na novela "O Feijão e o Sonho" da Rede Globo. No mesmo ano atuou em "Escrava Isaura". Na TV, participou ainda da novela "Brilhante" (1981) e de outros programas como "Caso Especial" e diversos comerciais.
Em 1978 iniciou o curso de Maria Clara Machado.
Participou de várias montagens do Teatro Tablado até o ano de 1981. Lá, atuou em diversas áreas, como cenário, iluminação e sonoplastia.
No mesmo ano integrou a peça “A Tempestade” do grupo de teatro “O Pessoal do Despertar” atuando e fazendo parte da produção executiva do espetáculo.
Fez diversos espetáculos para adultos, mas se consagrou no teatro infantil, atuando ao lado das atrizes Neuza Caribé e Márcia Nunes no espetáculo “A Guerrinha de Tróia”. Atuou também em outras peças como "A Bela Adormecida" (1987) e "Cinderela" (1989).
Em 1991, Janser recebeu o prêmio de melhor ator de teatro infantil pelo SATED – RJ com o espetáculo "Peter Pan".
Coordenou com a atriz Neuza Caribé, um curso de teatro para crianças e adolescentes no Teatro Casa Grande.
Viajou durante 10 anos pelo Brasil com a Companhia de Teatro da atriz Elizabeth Savalla onde atuou no espetáculo “É...”, foi assistente do diretor Luiz Arthur Nunes em “Friziléia” onde também era responsável pela montagem técnica do espetáculo durante a turnê pelo Brasil.
Atuou ainda na peça "El Toreador" (1993), com Neuza Caribé, no Teatro João Caetano; "Hoje é Dia de Rock", "Lorenzacio", entre outras.
Em 2006, fez a remontagem de Peter Pan.
Em 2007, Janser esteve no elenco da peça "Dom Quixote de Lugar Nenhum" com texto de Ruy Guerra, inspirado na obra de Miguel de Cervantes.
No cinema participou de alguns filmes, entre eles, "Urubus e Papagaios" (1985) e "Quem Matou Pixote?" de 1996.

## Trabalhos na TV
- 1976 - "O Feijão e o Sonho"
- 1976 - "Escrava Isaura"
- 1981 - "Brilhante"

## Trabalhos no Teatro
- 1981- "A Tempestade"
- 1987- "A Guerrinha de Tróia"
- 1987- "A Bela Adormecida"
- 1989- "Cinderela"
- 1991- "Peter Pan"
- 1996- "É..."

## Trabalhos no Cinema
- 1985- "Urubus e Papagaios"
- 1996- "Quem Matou Pixote?"